# Johan Harmenberg
Johan Harmenberg (Stockholm, 8 september 1954) is een Zweeds voormalig schermer.

## Carrière
Harmenberg vocht voor de Stockholmse club Föreningen för Fäktkonstens Främjande. In 1976 slaagde hij er niet in zich te kwalificeren voor het Zweedse team dat de gouden medaille won op de Olympische Spelen in Montreal. Op de wereldkampioenschappen van 1977 in Buenos Aires zat hij niet alleen in het Zweedse team, maar was hij ook hun beste schermer. Hij won de individuele wedstrijd voor zijn landgenoot Rolf Edling, en in de teamwedstrijd wonnen ze beiden de finale tegen Zwitserland samen met de Olympische kampioenen Leif Högström en Hans Jacobson.
Harmenberg won nog een teambrons op de wereldkampioenschappen in 1978. In 1977, 1979 en 1980 won hij een wereldbekerwedstrijd in het individueel, in 1977 en 1980 met het team. Op de Olympische Spelen van 1980 in Moskou won Harmenberg het individuele onderdeel; hij is (sinds 2008) nog steeds de enige Zweedse Olympische schermkampioen in het individuele onderdeel. De ploeg, met dezelfde opstelling als in 1977, verloor van de Polen in de tweede ronde en eindigde op de vijfde plaats. In 1981 beëindigde Harmenberg zijn loopbaan en concentreerde hij zich op zijn studie medicijnen. In 1997 werd Johan Harmenberg opgenomen in de International Jewish Sports Hall of Fame.
Harmenberg had reeds tijdens zijn loopbaan twee jaar aan het Massachusetts Institute of Technology gestudeerd. Sindsdien is Harmenberg een arts in Stockholm met diverse publicaties op het gebied van immunologie.

## Resultaten

### Olympische Zomerspelen
| Jaar | Plaats | Resultaten          |
| ---- | ------ | ------------------- |
| 1980 | Moskou | degen 5e degen team |

### Wereldkampioenschappen schermen
| Jaar | Plaats       | Resultaten         |
| ---- | ------------ | ------------------ |
| 1977 | Buenos Aires | degen · degen team |
| 1978 | Hamburg      | degen team         |

1900: Ramón Fonst ·
1904: Ramón Fonst ·
1908: Gaston Alibert ·
1912: Paul Anspach ·
1920: Armand Massard ·
1924: Charles Delporte ·
1928: Lucien Gaudin ·
1932: Giancarlo Cornaggia-Medici ·
1936: Franco Riccardi ·
1948: Gino Cantone ·
1952: Edoardo Mangiarotti ·
1956: Carlo Pavesi ·
1960: Giuseppe Delfino ·
1964: Grigori Kriss ·
1968: Győző Kulcsár ·
1972: Csaba Fenyvesi ·
1976: Alexander Pusch ·
1980: Johan Harmenberg ·
1984: Philippe Boisse ·
1988: Arnd Schmitt ·
1992: Éric Srecki ·
1996: Aleksandr Beketov ·
2000: Pavel Kolobkov ·
2004: Marcel Fischer ·
2008: Matteo Tagliariol · 
2012: Rubén Limardo · 
2016: Park Sang-young · 
2020: Romain Cannone · 
2024: Koki Kano